# Рамака
Рама̀ка (на италиански и на сицилиански Ramacca) е град и община в Южна Италия, провинция Катания, автономен регион и остров Сицилия. Разположен е на 270 m надморска височина. Населението на общината е 10 859 души (към 2010 г.).